# Mjøndalen Idrettsforening 2018
Questa voce raccoglie le informazioni riguardanti il Mjøndalen Idrettsforening nelle competizioni ufficiali della stagione 2018.

## Stagione
A seguito del 3º posto arrivato nel campionato 2017, nella stagione 2018 il Mjøndalen avrebbe partecipato alla 1. divisjon ed al Norgesmesterskapet. Il 20 dicembre 2017 sono stati compilati i calendari per la 1. divisjon: alla 1ª giornata, il Mjøndalen avrebbe ospitato il Florø, all'Isachsen Stadion.
Il 19 febbraio 2018, Øyvind Leonhardsen è diventato assistente di Vegard Hansen. Il 14 marzo, Christian Gauseth è stato votato dai compagni di squadra come capitano, con Quint Jansen come vice.

## Rosa
| N. |                        | Ruolo | Calciatore               |
| -- | ---------------------- | ----- | ------------------------ |
| 1  | Iran (bandiera)        | P     | Sosha Makani             |
| 2  | Paesi Bassi (bandiera) | D     | Quint Jansen             |
| 4  | Norvegia (bandiera)    | D     | William Sælid Sell       |
| 5  | Norvegia (bandiera)    | D     | Alexander Betten Hansen  |
| 6  | Norvegia (bandiera)    | C     | Joackim Olsen Solberg    |
| 6  | Svezia (bandiera)      | D     | Sebastian Starke Hedlund |
| 7  | Danimarca (bandiera)   | C     | Tonny Brochmann          |
| 7  | Norvegia (bandiera)    | A     | Ylldren Ibrahimaj        |
| 8  | Palestina (bandiera)   | A     | Mahmoud Eid              |
| 9  | Norvegia (bandiera)    | A     | Mads André Hansen        |
| 10 | Canada (bandiera)      | A     | Olivier Occéan           |
| 11 | Norvegia (bandiera)    | C     | Christian Gauseth        |
| 12 | Norvegia (bandiera)    | P     | Anders Klemensson        |
| 12 | Svezia (bandiera)      | P     | Lukas Jonsson            |

| N. |                           | Ruolo | Calciatore              |
| -- | ------------------------- | ----- | ----------------------- |
| 14 | Costa d'Avorio (bandiera) | A     | Vamouti Diomande        |
| 15 | Norvegia (bandiera)       | C     | Mathias Fredriksen      |
| 16 | Norvegia (bandiera)       | C     | Mads Gundersen          |
| 17 | Norvegia (bandiera)       | C     | Sebastian Hansen        |
| 18 | Norvegia (bandiera)       | A     | Andreas Hellum          |
| 19 | Norvegia (bandiera)       | C     | Jonathan Lindseth       |
| 20 | Senegal (bandiera)        | A     | Ousseynou Boye          |
| 21 | Kenya (bandiera)          | A     | Alfred Scriven          |
| 22 | Norvegia (bandiera)       | C     | Henrik Gulden           |
| 23 | Norvegia (bandiera)       | D     | Sondre Solholm Johansen |
| 24 | Norvegia (bandiera)       | D     | Erick Sagbakken         |
| 25 | Camerun (bandiera)        | P     | Georges Bokwé           |
| 31 | Norvegia (bandiera)       | A     | Jibril Bojang           |
| 32 | Norvegia (bandiera)       | C     | Vetle Dragsnes          |

## Calciomercato

### Sessione invernale(dal 12/01 al 04/04)
| Arrivi           | Arrivi                   | Arrivi      | Arrivi        |
| R.               | Nome                     | da          | Modalità      |
| ---------------- | ------------------------ | ----------- | ------------- |
| P                | Lukas Jonsson            | Sirius      | prestito      |
| D                | Alexander Betten Hansen  | Fram Larvik | definitivo    |
| D                | Sebastian Starke Hedlund | Kalmar      | prestito      |
| C                | Ylldren Ibrahimaj        | Arendal     | definitivo    |
| A                | Mahmoud Eid              | Kalmar      | prestito      |
| A                | Alfred Scriven           | Hallingdal  | definitivo    |
| Altre operazioni |                          |             |               |
| R.               | Nome                     | da          | Modalità      |
| P                | Marco Priis Jørgensen    | Arendal     | fine prestito |
| D                | Petter Martinsen         | Nest-Sotra  | fine prestito |
| A                | Simonas Stankevičius     | Egersund    | fine prestito |

| Partenze | Partenze                | Partenze          | Partenze      |
| R.       | Nome                    | a                 | Modalità      |
| -------- | ----------------------- | ----------------- | ------------- |
| P        | Marco Priis Jørgensen   |                   | svincolato    |
| P        | Sosha Makani            | Sanat Naft Abadan | prestito      |
| D        | Ulrik Arneberg          |                   | svincolato    |
| D        | Petter Martinsen        |                   | svincolato    |
| D        | Sondre Solholm Johansen | Strømsgodset      | fine prestito |
| A        | Kingsley Olie           |                   | svincolato    |
| A        | Amahl Pellegrino        |                   | svincolato    |
| A        | Simonas Stankevičius    |                   | svincolato    |
| A        | Magnus Sylling Olsen    |                   | svincolato    |

### Tra le due sessioni
| Arrivi | Arrivi       | Arrivi            | Arrivi        |
| R.     | Nome         | da                | Modalità      |
| ------ | ------------ | ----------------- | ------------- |
| P      | Sosha Makani | Sanat Naft Abadan | fine prestito |

| Partenze | Partenze                 | Partenze | Partenze      |
| R.       | Nome                     | a        | Modalità      |
| -------- | ------------------------ | -------- | ------------- |
| P        | Lukas Jonsson            | Sirius   | fine prestito |
| D        | Sebastian Starke Hedlund | Kalmar   | fine prestito |
| A        | Mahmoud Eid              | Kalmar   | fine prestito |
| A        | Mads André Hansen        |          | ritiro        |

### Sessione estiva(dal 19/07 al 15/08)
| Arrivi | Arrivi                | Arrivi     | Arrivi     |
| R.     | Nome                  | da         | Modalità   |
| ------ | --------------------- | ---------- | ---------- |
| C      | Tonny Brochmann       | Stabæk     | definitivo |
| C      | Joackim Olsen Solberg | Sandefjord | definitivo |
| A      | Olivier Occéan        | Urædd      | definitivo |

| Partenze | Partenze          | Partenze | Partenze   |
| R.       | Nome              | a        | Modalità   |
| -------- | ----------------- | -------- | ---------- |
| A        | Ylldren Ibrahimaj | Viking   | definitivo |

### Dopo la sessione estiva
| Arrivi | Arrivi            | Arrivi        | Arrivi   |
| R.     | Nome              | da            | Modalità |
| ------ | ----------------- | ------------- | -------- |
| P      | Anders Klemensson | Pors Grenland | prestito |

| Partenze | Partenze | Partenze | Partenze |
| R.       | Nome     | a        | Modalità |
| -------- | -------- | -------- | -------- |

## Risultati

### 1. divisjon

#### Girone di andata
| Arbitro: | Moen (Oslo) |

|               |           |                    |
| Ibrahimaj 36’ | Marcatori | 22’ (aut.) Jonsson |

| Arbitro: | Hansen (Oslo) |

|  |           |                         |
|  | Marcatori | 8’ Hansen 73’ Gundersen |

## Statistiche

### Statistiche di squadra
| Competizione       | Punti | In casa | In casa | In casa | In casa | In casa | In casa | In trasferta | In trasferta | In trasferta | In trasferta | In trasferta | In trasferta | Totale | Totale | Totale | Totale | Totale | Totale | DR |
| Competizione       | Punti | G       | V       | N       | P       | Gf      | Gs      | G            | V            | N            | P            | Gf           | Gs           | G      | V      | N      | P      | Gf     | Gs     | DR |
| ------------------ | ----- | ------- | ------- | ------- | ------- | ------- | ------- | ------------ | ------------ | ------------ | ------------ | ------------ | ------------ | ------ | ------ | ------ | ------ | ------ | ------ | -- |
| 1. divisjon        | 0     | 0       | 0       | 0       | 0       | 0       | 0       | 0            | 0            | 0            | 0            | 0            | 0            | 0      | 0      | 0      | 0      | 0      | 0      | 0  |
| Norgesmesterskapet | -     | 0       | 0       | 0       | 0       | 0       | 0       | 0            | 0            | 0            | 0            | 0            | 0            | 0      | 0      | 0      | 0      | 0      | 0      | 0  |
| Totale             | -     | 0       | 0       | 0       | 0       | 0       | 0       | 0            | 0            | 0            | 0            | 0            | 0            | 0      | 0      | 0      | 0      | 0      | 0      | 0  |

### Andamento in campionato
| Giornata  | 1 | 2 | 3 | 4 | 5 | 6 | 7 | 8 | 9 | 10 | 11 | 12 | 13 | 14 | 15 | 16 | 17 | 18 | 19 | 20 | 21 | 22 | 23 | 24 | 25 | 26 | 27 | 28 | 29 | 30 |
| --------- | - | - | - | - | - | - | - | - | - | -- | -- | -- | -- | -- | -- | -- | -- | -- | -- | -- | -- | -- | -- | -- | -- | -- | -- | -- | -- | -- |
| Luogo     | C | T | C | T | C | T | T | C | T | C  | T  | C  | T  | C  | T  | C  | T  | C  | T  | C  | T  | C  | T  | C  | C  | T  | C  | T  | C  | T  |
| Risultato | N | V |   |   |   |   |   |   |   |    |    |    |    |    |    |    |    |    |    |    |    |    |    |    |    |    |    |    |    |    |
| Posizione |   |   |   |   |   |   |   |   |   |    |    |    |    |    |    |    |    |    |    |    |    |    |    |    |    |    |    |    |    |    |

Fonte:  OBOS-ligaen 2018, su altomfotball.no, Altomfotball.
Legenda:

Luogo: C = Casa; T = Trasferta. Risultato: V = Vittoria; N = Pareggio; P = Sconfitta.

### Statistiche dei giocatori
| Giocatore           | 1. divisjon | 1. divisjon | 1. divisjon | 1. divisjon | Norgesmesterskapet | Norgesmesterskapet | Norgesmesterskapet | Norgesmesterskapet | Coppe europee | Coppe europee | Coppe europee | Coppe europee | Altre coppe | Altre coppe | Altre coppe | Altre coppe | Totale   | Totale | Totale      | Totale     |
| Giocatore           | Presenze    | Reti        | Ammonizioni | Espulsioni  | Presenze           | Reti               | Ammonizioni        | Espulsioni         | Presenze      | Reti          | Ammonizioni   | Espulsioni    | Presenze    | Reti        | Ammonizioni | Espulsioni  | Presenze | Reti   | Ammonizioni | Espulsioni |
| ------------------- | ----------- | ----------- | ----------- | ----------- | ------------------ | ------------------ | ------------------ | ------------------ | ------------- | ------------- | ------------- | ------------- | ----------- | ----------- | ----------- | ----------- | -------- | ------ | ----------- | ---------- |
| A. Betten Hansen    | 0           | 0           | 0           | 0           | 0                  | 0                  | 0                  | 0                  |               |               |               |               |             |             |             |             | 0        | 0      | 0           | 0          |
| J. Bojang           | 0           | 0           | 0           | 0           | 0                  | 0                  | 0                  | 0                  |               |               |               |               |             |             |             |             | 0        | 0      | 0           | 0          |
| G. Bokwé            | 0           | -0          | 0           | 0           | 0                  | -0                 | 0                  | 0                  |               |               |               |               |             |             |             |             | 0        | 0      | 0           | 0          |
| O. Boye             | 0           | 0           | 0           | 0           | 0                  | 0                  | 0                  | 0                  |               |               |               |               |             |             |             |             | 0        | 0      | 0           | 0          |
| T. Brochmann        | 0           | 0           | 0           | 0           | -                  | -                  | -                  | -                  |               |               |               |               |             |             |             |             | 0        | 0      | 0           | 0          |
| V. Diomande         | 0           | 0           | 0           | 0           | 0                  | 0                  | 0                  | 0                  |               |               |               |               |             |             |             |             | 0        | 0      | 0           | 0          |
| V. Dragsnes         | 0           | 0           | 0           | 0           | 0                  | 0                  | 0                  | 0                  |               |               |               |               |             |             |             |             | 0        | 0      | 0           | 0          |
| M. Eid              | 0           | 0           | 0           | 0           | 0                  | 0                  | 0                  | 0                  |               |               |               |               |             |             |             |             | 0        | 0      | 0           | 0          |
| M. Fredriksen       | 0           | 0           | 0           | 0           | 0                  | 0                  | 0                  | 0                  |               |               |               |               |             |             |             |             | 0        | 0      | 0           | 0          |
| C. Gauseth          | 0           | 0           | 0           | 0           | 0                  | 0                  | 0                  | 0                  |               |               |               |               |             |             |             |             | 0        | 0      | 0           | 0          |
| H. Gulden           | 0           | 0           | 0           | 0           | 0                  | 0                  | 0                  | 0                  |               |               |               |               |             |             |             |             | 0        | 0      | 0           | 0          |
| M. Gundersen        | 0           | 0           | 0           | 0           | 0                  | 0                  | 0                  | 0                  |               |               |               |               |             |             |             |             | 0        | 0      | 0           | 0          |
| M. Hansen           | 0           | 0           | 0           | 0           | 0                  | 0                  | 0                  | 0                  |               |               |               |               |             |             |             |             | 0        | 0      | 0           | 0          |
| S. Hansen           | 0           | 0           | 0           | 0           | 0                  | 0                  | 0                  | 0                  |               |               |               |               |             |             |             |             | 0        | 0      | 0           | 0          |
| A. Hellum           | 0           | 0           | 0           | 0           | 0                  | 0                  | 0                  | 0                  |               |               |               |               |             |             |             |             | 0        | 0      | 0           | 0          |
| Y. Ibrahimaj        | 0           | 0           | 0           | 0           | 0                  | 0                  | 0                  | 0                  |               |               |               |               |             |             |             |             | 0        | 0      | 0           | 0          |
| Q. Jansen           | 0           | 0           | 0           | 0           | 0                  | 0                  | 0                  | 0                  |               |               |               |               |             |             |             |             | 0        | 0      | 0           | 0          |
| A. Klemensson       | 0           | -0          | 0           | 0           | -                  | -                  | -                  | -                  |               |               |               |               |             |             |             |             | 0        | 0      | 0           | 0          |
| L. Jonsson          | 0           | -0          | 0           | 0           | 0                  | -0                 | 0                  | 0                  |               |               |               |               |             |             |             |             | 0        | 0      | 0           | 0          |
| J. Lindseth         | 0           | 0           | 0           | 0           | 0                  | 0                  | 0                  | 0                  |               |               |               |               |             |             |             |             | 0        | 0      | 0           | 0          |
| O. Occéan           | 0           | 0           | 0           | 0           | -                  | -                  | -                  | -                  |               |               |               |               |             |             |             |             | 0        | 0      | 0           | 0          |
| J. Olsen Solberg    | 0           | 0           | 0           | 0           | -                  | -                  | -                  | -                  |               |               |               |               |             |             |             |             | 0        | 0      | 0           | 0          |
| W. Sælid Sell       | 0           | 0           | 0           | 0           | 0                  | 0                  | 0                  | 0                  |               |               |               |               |             |             |             |             | 0        | 0      | 0           | 0          |
| E. Sagbakken        | 0           | 0           | 0           | 0           | 0                  | 0                  | 0                  | 0                  |               |               |               |               |             |             |             |             | 0        | 0      | 0           | 0          |
| A. Scriven          | 0           | 0           | 0           | 0           | 0                  | 0                  | 0                  | 0                  |               |               |               |               |             |             |             |             | 0        | 0      | 0           | 0          |
| S. Solholm Johansen | 0           | 0           | 0           | 0           | 0                  | 0                  | 0                  | 0                  |               |               |               |               |             |             |             |             | 0        | 0      | 0           | 0          |
| S. Starke Hedlund   | 0           | 0           | 0           | 0           | 0                  | 0                  | 0                  | 0                  |               |               |               |               |             |             |             |             | 0        | 0      | 0           | 0          |